# هوغو هوتش
هوغو هوتش (1868 – 1931) هو مبارز بالسيف مجري راحل، مثّل بلاده في الألعاب الأولمبية الصيفية 1900.

## روابط رياضية
هوغو هوتش على موقع أوليمبيديا (الإنجليزية)